# Цабадзе Василь Захарович
Василь (Васо) Захарович Цабадзе (груз. ვასილ (ვასო) ზაქარიას ძე ცაბაძე; 1870—1924) — грузинський політик, член Установчих зборів Грузії (1919—1921).

## Біографія

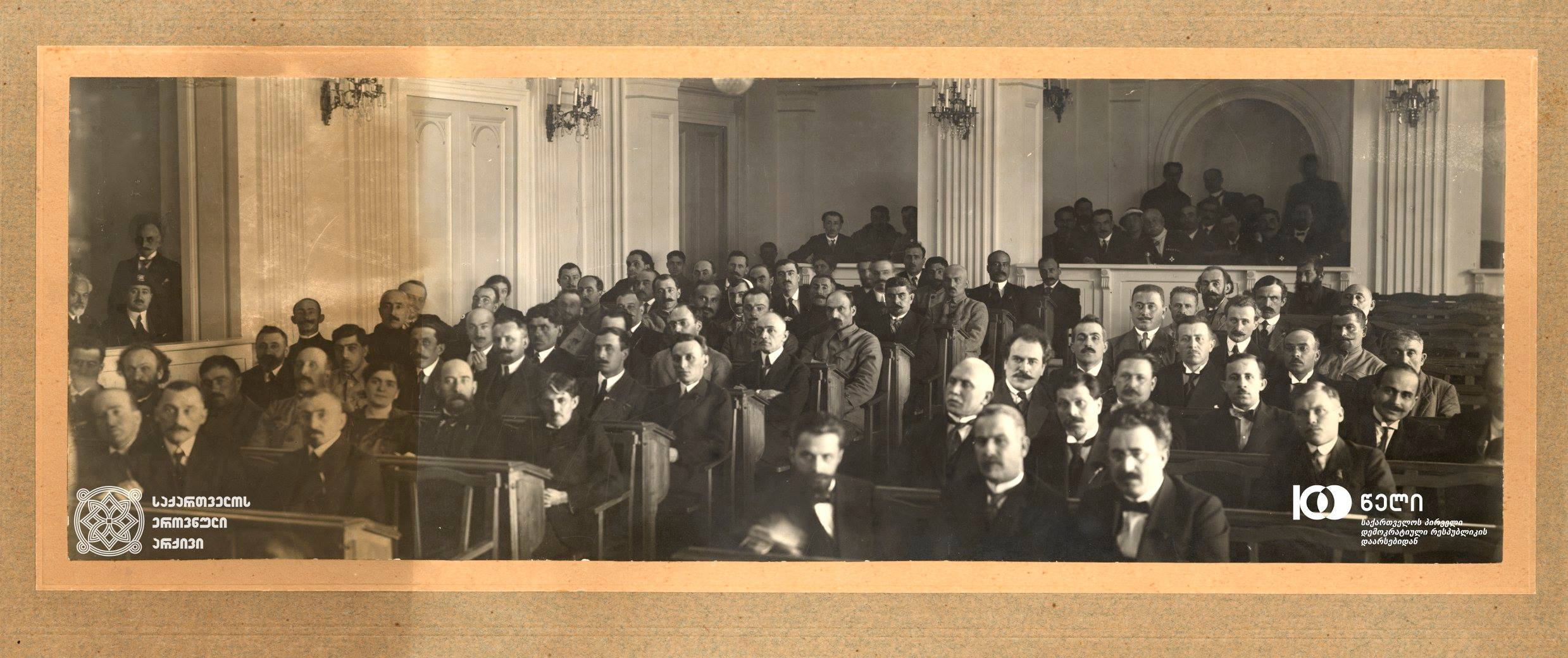
Установчі збори Грузії. Цабадзе, права сторона

Народився у селянській сім'ї в селі Сацихурі у регіоні Шида-Картлі. Навчався у Тифліській цивільній школі, під час навчання захопився ідеологією народництва. У 1891 році через Егната Ніношвілі познайомився з лідерами «Третьої групи». У 1893—1894 роках розпочав свою письменницьку діяльність. У 1894 році приєднався до підпільної групи соціал-демократичних робітників у Тифлісі на чолі зі Станіславом Ренігером, Федором Афанасьєвим, Михайлом Кліміашвілі та Кокі. У Тифлісі вони створили нелегальну бібліотеку для робітників та пропагували марксизм. У тому ж 1894 році Васо Цабадзе виступив ініціатором створення першого соціал-демократичного гуртка робітників у головній майстерні Закавказької залізниці. 1896 року Васо Цабадзе почав працювати бухгалтером у Головному цеху Закавказької залізниці. В 1898 обраний членом Першого комітету Російської соціал-демократичної робітничої партії у Тифлісі. Був заарештований 22 квітня 1901 року і відправлений на заслання до Горі. Через рік, 16 лютого 1902 року, знову заарештований і близько року провів у в'язниці. У 1903 році засланий до Східного Сибіру. Повернувся до Тифлісу у серпні 1905 року і почав брати активну участь у революційному русі. З того ж року перебував у меншовицькій фракції. Будучи членом Тифліського комітету та головою селянської комісії, він очолював формування соціал-демократичних організацій серед селян у Східній Грузії. Член Товариства поширення грамотності серед грузинів
З 1907 року брав участь у розслідуванні вбивства Іллі Чавчавадзе, до 1920-х роках зберігав важливі документи, що стосуються справи про вбивство. У 1907 році засланий до Вологодської губернії і повернувся до Грузії тільки після Лютневої революції 1917 року.
26 травня 1918 року підписав Декларацію незалежності Грузії. 12 березня 1919 року обраний членом Установчих зборів Грузії за списком Соціал-демократичної партії Грузії; був членом аграрної комісії, комісії з постачання та самоврядування.
У 1921 році, після окупації більшовиками Грузії, залишився в країні. Відразу після антирадянського повстання 28 серпня 1924 року був заарештований Грузинською ЧК у Тифлісі і розстріляний разом з іншими політичними в'язнями та цивільними особами (у тому числі ще 10 членами Установчих зборів) в ніч на 30 серпня. Через ділька років вдова Василя Цабадзе наклала на себе руки через переслідування і надзвичайні труднощі.